# Ryzost

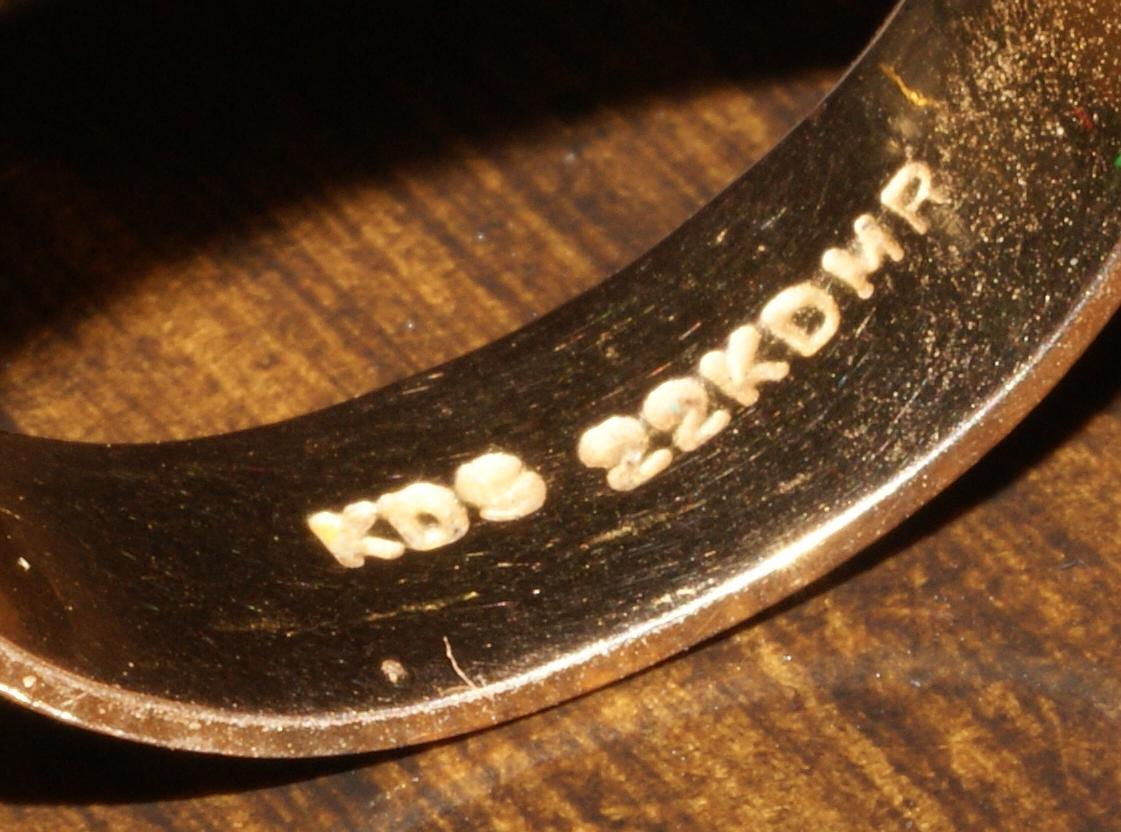
Zlatý prsten s popisem ryzosti

Ryzost (od „ryzí“ = čistý, nesmíšený) je číselný údaj o poměrném hmotnostním obsahu drahého kovu v předmětu nebo ve slitině. V některých zemích je zákonem stanoveno, že na ozdobných předmětech a špercích z drahých kovů musí být ryzost vyznačena a potvrzena značkou státní zkušebny (puncem). V ČR tuto povinnost ukládá a vymezuje Puncovní zákon č 539/1992 Sb.

## Jednotky ryzosti
Ryzost se tradičně udává v karátech (kt): jeden karát přitom odpovídá 1/24 hmotnosti a ryzí kov má tedy 24 karátů. V ČR se nejčastěji používá 14 kt zlato, to znamená směs kovu v poměru 14/24; nově se označuje v tisícinách jako 585/1000. Na státní značce bývá ryzost vyznačena ryzostním číslem. Běžně používané ryzosti ve zlatnictví a šperkařství jsou v následujících tabulkách:
| Zlato (Au)     | Zlato (Au) | Zlato (Au) | Zlato (Au) | Zlato (Au) | Zlato (Au) | Zlato (Au) | Zlato (Au) | Zlato (Au) |
| -------------- | ---------- | ---------- | ---------- | ---------- | ---------- | ---------- | ---------- | ---------- |
| Karáty         | 6          | 8          | 9          | 14         | 18         | 22         | -          | 24         |
| Tisíciny       | 250        | 333        | 375        | 585        | 750        | 900        | 986        | 999        |
| Ryzostní číslo | -          | -          | 5          | 4          | 3          | 2          | 1          | 0          |

| Stříbro (Ag)   | Stříbro (Ag) | Stříbro (Ag) | Stříbro (Ag) | Stříbro (Ag) | Stříbro (Ag) | Stříbro (Ag) | Stříbro (Ag) |
| -------------- | ------------ | ------------ | ------------ | ------------ | ------------ | ------------ | ------------ |
| Tisíciny       | 750          | 800          | 835          | 900          | 925          | 959          | 999          |
| Ryzostní číslo | 6            | 5            | 4            | 3            | 2            | 1            | 0            |

## Ryzost mincí
U mincí z drahých kovů je ryzost jmenovitě předepsána. Zlaté mince mívají ryzost 900/1000 nebo 986/1000 (dukátové zlato). Stříbrné mince mívají ryzost 500/1000 (předválečná čs. pětikoruna), 835/1000 (Rakousko-uherská koruna a dvoukoruna), 900/1000 nebo 925/1000 (sterlingové stříbro). Moderní investiční mince se většinou vyrábí ve vysokých ryzostech. U stříbra bývá minimálně 900/1000, u zlata i ryzost 999,9/1000. U mincí je výrobcem mincovna, ale dále je garantem stát. U medailí je garantem povětšinou emitent.